# Buffy Ford Stewart
Buffy Ford Stewart is een Amerikaanse folkzangeres, gitariste en songwriter.

## Biografie
Buffy Ford en John Stewart ontmoetten elkaar in 1967, toen Stewart het Kingston Trio verliet en een vrouwelijke zangpartner zocht. Nadat George Yanuk Stewart over Ford had verteld, zag deze haar optreden in een muzikale komedieshow in het Festival Theatre in San Anselmo en bood haar toen de baan aan. Jefferson Airplane was ook geïnteresseerd in haar als zangeres, maar ze koos ervoor om met John Stewart te werken. In 1968 namen beiden het album Signals Through the Glass op. Dit album bevatte het nummer July You're a Woman, dat Stewart ook opnam voor zijn album California Bloodlines uit 1969. Stewart en Ford trouwden in 1975. Stewart beschouwde Ford als zijn muze en inspiratie voor veel van zijn liedjes. Hij noemde haar 'Angel Rain'. Samen namen ze in 1996 Live at the Turf Inn, Scotland op, met vier solo-uitvoeringen van Ford. Het werd aanvankelijk uitgebracht als The Essential John en Buffy. Ze namen ook John Stewart & Darwin's Army op in 1999 met Dave Crossland en John Hoke, een album met akoestische traditionele muziek met drumbegeleiding.
Buffy Fords album Same Old Heart, geproduceerd door Craig Caffall, bevatte het laatste vocale optreden van wijlen Davy Jones op het nummer Daydream Believer, dat John Stewart voor The Monkees had geschreven. Andere gasten waren Peter Tork, Rosanne Cash, Maura Kennedy, Kris Kristofferson, Eliza Gilkyson, Timothy B. Schmit, Dan Hicks en Nanci Griffith. Henry Diltz maakte de albumhoesfoto's.
Haar ep Angel Rain uit 2015 werd co-geproduceerd door Ford en Ari Rios en bevat vier originele nummers, evenals haar versie van Stewarts nummer Little Road and a Stone to Roll.

### Andere projecten
Ford heeft onlangs het kinderboek The Blanket and the Bear geschreven. Ze werkt ook aan de documentaire The Ghost of Daydream Believer: John Stewarts American Spirit. over het leven van John Stewart. Stewart en Ford maakten ook deel uit van de presidentiële campagne van Robert F. Kennedy in 1968. Bij elke stop zongen ze liedjes voordat Kennedy een toespraak hield.

## Privéleven
Buffy Ford heeft kanker en hersentumoren bestreden en heeft in de loop van de jaren heup- en knievervangingen ondergaan. John Stewart overleed in San Diego in 2008. John en Buffy hadden een zoon Luke en drie kinderen uit een eerder huwelijk: Jeremy, Amy en Mikael (een geluidstechnicus).

## Discografie

### Soloalbums
- 2013: Same Old Heart (CD Baby)
- 2013: Buffy's Christmas Album (Global Recording Artists)
- 2015: Angel Rain EP (Global Recording Artists)
- 2017: Once Upon a Time (CD Baby)

### Buffy Ford en Nirmala Kate Heriza
- 2004: Hearts Together (Neon Dreams)

### Met John Stewart
- 1968: Signals Through The Glass (Capitol Records) als John Stewart and Buffy Ford
- 1970: Willard (Capitol Records)
- 1971: The Lonesome Picker Rides Again (Warner Bros. Records)
- 1972: Sunstorm (Warner Bros. Records)
- 1973: Cannons in the Rain (RCA Victor)
- 1974: The Phoenix Concerts (RCA Victor) - uitgebracht in verschillende configuraties in 1980 als John Stewart in Concert en in 1990 door Bear Family Records als The Complete Phoenix Concerts
- 1977: Fire In The Wind (RSO Records)
- 1979: Bombs Away Dream Babies (RSO Records)
- 1987: Punch the Big Guy (Cypress Records)
- 1984: Trancas (Affordable Dreams)
- 1992: Bullets in the Hour Glass (Shanachie Records)
- 1995: Airdream Believer (Shanachie Records)
- 1996: Live At The Turf Inn, Scotland (Folk Era) John Stewart and Buffy Ford - oorspronkelijk uitgebracht in 1994 als The Essential John & Buffy
- 1996: An American Folk Song Anthology (Laserlight)
- 1996: American Journey (Laserlight)
- 1997: Rough Sketches (Folk Era)
- 2002: The Last Campaign (Laserlight)
- 2003: Havana (Appleseed)
- 2006: The Day the River Sang (Appleseed)

### Ook verschenen op
- 1974: John Denver - Back Home Again (RCA Victor)